# IC 2606
IC 2606 ist eine linsenförmige Galaxie vom Hubble-Typ S0-a im Sternbild Kleiner Löwe am Nordsternhimmel. Sie ist schätzungsweise 345 Millionen Lichtjahre von der Milchstraße entfernt.
Das Objekt wurde am 16. Mai 1903 von Stéphane Javelle entdeckt.